# Vimara Peres
Vimara Peres o Pérez (La Corunya, 820 - Guimarães, 873) va ser un noble gallec, que va ser el primer comte de Portugal.
Se'l suposa fill del comte Pedro Theon, de qui no es tenen masses dades, i que podria haver estat un noble gallec cap d'una família de notable de Galícia. També hauria estat germà del comte Hermenegildo Peres.
El context del comte se situa a la segona meitat de segle ix, quan la frontera cristina del regne d'Astúries es trobava a la vall del riu Miño des del 854 amb la conquesta de Tui, i el 866, en temps d'Alfons III encara continuava al mateix lloc.
En aquest moment, el context militar favorable a les tropes cristianes, s'inicien una sèrie de conquestes fins a la riba dreta del Duero. De fet, Alfons III inicia la repoblació oficial i delega en diversos comtes la repoblació i reorganització del territori, tot i que molt probablement el territori no estava totalment poblat, però devia haver un poder polític i religiós clar, i la influència del regne d'Astúries devia ser feble. Entre aquests nobles hi havia Vimara, que va prendre la ciutat de Portucale (Porto) el 868, d'acord amb les cròniques.
Després de la conquesta de Porto, Vimara va encarregar-se de la reorganització del territori entre el Miño i el Duero, a més de la repoblació de Braga a partir de 870, on participa directament en l'establiment dels límits de la ciutat, així com de la ciutat de Guimarães, sorgida de les terres del mateix Vimara, a més de la captura d'altres llocs.
El comte va morir el 873. Les seves accions militars i polítiques van tenir conseqüències més enllà de la seva mort en l'organització del territori, diferenciant-se de Galícia. A més, després d'ell es documenta al seu fill Lucidio Vimaranes, com a comte, i els seus descendents segueixen constant als segles x i xi a la regió de Coïmbra i al nord del Duero.